# Juan Marvezzi
Juan Andrés Marvezzi (San Miguel de Tucumán, 16 novembre 1915 – Munro, 4 aprile 1971) è stato un calciatore argentino.

## Palmarès

### Nazionale
- Coppa America: 1

Cile 1941

### Individuale
- Capocannoniere della Coppa America: 1

Cile 1941 (5 gol)